# Ґовда Михайло
Михайло Ґо́вда (8 листопада 1874, Ветлин — 8 липня 1953, Едмонтон) — український поет та культурний діяч в Канаді.

## Життєпис
Народився 8 листопада 1874 року у селі Ветлині (нині Ярославський повіт Підкарпатського воєводства, Польща). Здобув середню освіту, працював учителем.
1898 року емігрував до Канади, поселився в Едмонтоні, де у 1901 році разом з І. Летавським і Томою Томашевським заснував першу українську читальню імені Тараса Шевченка.
Закликав до єдності українців Америки. 1909 року став одним із засновників Федерації українських соціал-демократів; у 1910 році — тижневика «Український голос» у Вінніпезі. Брав у виборах до провінційного парламенту, на яких зазнав поразки. 1913 року у містечку Мондері (провінція Альберта) заснував ферму. Представляв Канадську тихоокеанську пароплавну компанію.
Помер 8 липня 1953 року в Едмонтоні, де і похований.

## Творчість
Як поет віршем «Руському народу!» дебютував у газеті «Свобода» за 31 серпня 1899 року. Друкувався також у газеті «Канадійський фармер». 17 жовтня 1905 року його вірш «До Канади» у перекладі Е. Томпсона вміщено у газеті «Boston Evening Transcript», 29 січня 1913 року — у «Vegreville Observer».
1907 року, уперше в Едмонтоні, поставив виставу «Наталка Полтавка» Івана Котляревського.

## Виноски
1. ↑  Вважають, що це перший український поетичний твір, опублікований у перекладі англійською мовою[1]. Український оригінал не зберігся[3].